# Bruckneudorf
Bruckneudorf (ungerska: Királyhida) är en ort och kommun i Österrike. Den ligger i distriktet Neusiedl am See i förbundslandet Burgenland, i den östra delen av landet, 40 km sydost om huvudstaden Wien. 
Kommunen består av tre orter (Ortschaften) (inom parentes invånarantal 1 januari 2024):
- Bruckneudorf (2 770)
- Kaisersteinbruch (249)
- Königshof (50)

Orten Bruckneudorf ligger på södra sidan av flodens Leitha gamla sträckning, Leithakanal, med staden Bruck an der Leitha i Niederösterreich på den andra sidan kanalen. Dagens Bruckneudorf uppstod i mitten av 1800-talet som en förort till Bruck an der Leitha på dåvarande ungerskt territorium. Järnvägsstationen Bruck an der Leitha ligger i Bruckneudorf. Här finns även ett stort övningsområde, Truppenübungsplatz Bruckneudorf, för Österrikes försvarsmakt.